# Mazivka, Putîvl
Mazivka (în ucraineană Мазівка) este localitatea de reședință a comunei Mazivka din raionul Putîvl, regiunea Sumî, Ucraina.

## Demografie
Componența lingvistică a localității Mazivka
     Rusă (69,61%)
     Ucraineană (29,96%)
     Alte limbi (0,22%)
Conform recensământului din 2001, majoritatea populației localității Mazivka era vorbitoare de rusă (69,61%), existând în minoritate și vorbitori de ucraineană (29,96%).